# Loxocera nervosa
Loxocera nervosa är en tvåvingeart som beskrevs av Verbeke 1952. Loxocera nervosa ingår i släktet Loxocera och familjen rotflugor.
Artens utbredningsområde är Kongo. Inga underarter finns listade i Catalogue of Life.